# 市川正美
市川 正美（いちかわ まさみ、1940年3月4日 - ）は、日本の経営者。東急建設社長、会長を務めた。

## 来歴・人物
北海道出身。1963年に武蔵工業大学工学部を卒業し、同年に大成建設に入社した。1991年6月に取締役に就任し、1993年6月に常務、1997年6月に専務を経て、2002年4月から2007年4月までに副社長を務めた。2007年6月に東急建設社長に就任し、2010年4月には会長に就任した。